# Plemićko gnijezdo (1914.)
Plemićko gnijezdo (rus. Дворянское гнездо) ruski je film redatelja Vladimira Gardina.

## Radnja
Film je ekranizacija istoimenog romana Ivana Turgenjeva.

## Uloge
- Olga Preobraženskaja
- Mihail Tamarov

## Vanjske poveznice
- Plemićko gnijezdo na Kino Poisk